# Rắn lục Hòn Sơn
Rắn lục Hòn Sơn (danh pháp: Trimeresurus honsonensis) là một loài rắn được L.L. Grismer, Ngô Văn Trí & J.L. Grismer mô tả khoa học đầu tiên năm 2008. Chúng là loài đặc hữu và mới phát hiện ở Khu dự trữ sinh quyển Kiên Giang thuộc miền nam Việt Nam.